# Dismorphia lua
Dismorphia lua är en fjärilsart som först beskrevs av William Chapman Hewitson 1869.  Dismorphia lua ingår i släktet Dismorphia och familjen vitfjärilar.
Artens utbredningsområde är Ecuador. Inga underarter finns listade i Catalogue of Life.

## Bildgalleri

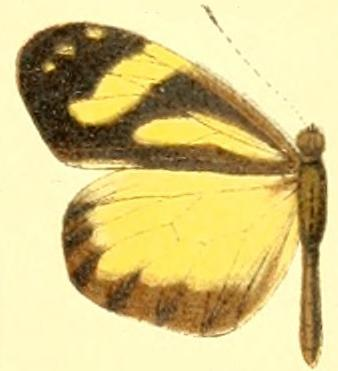
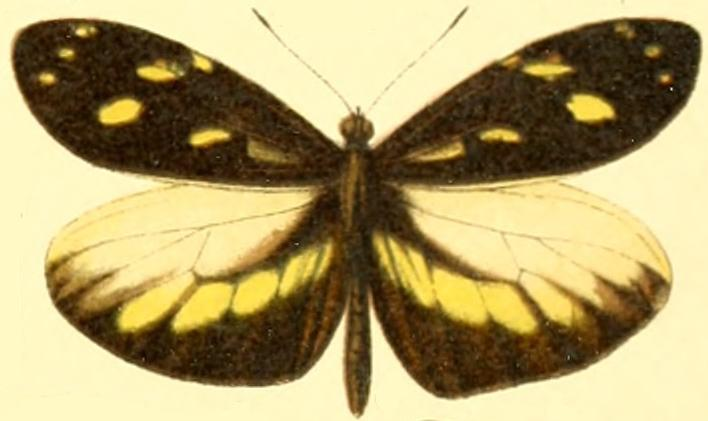
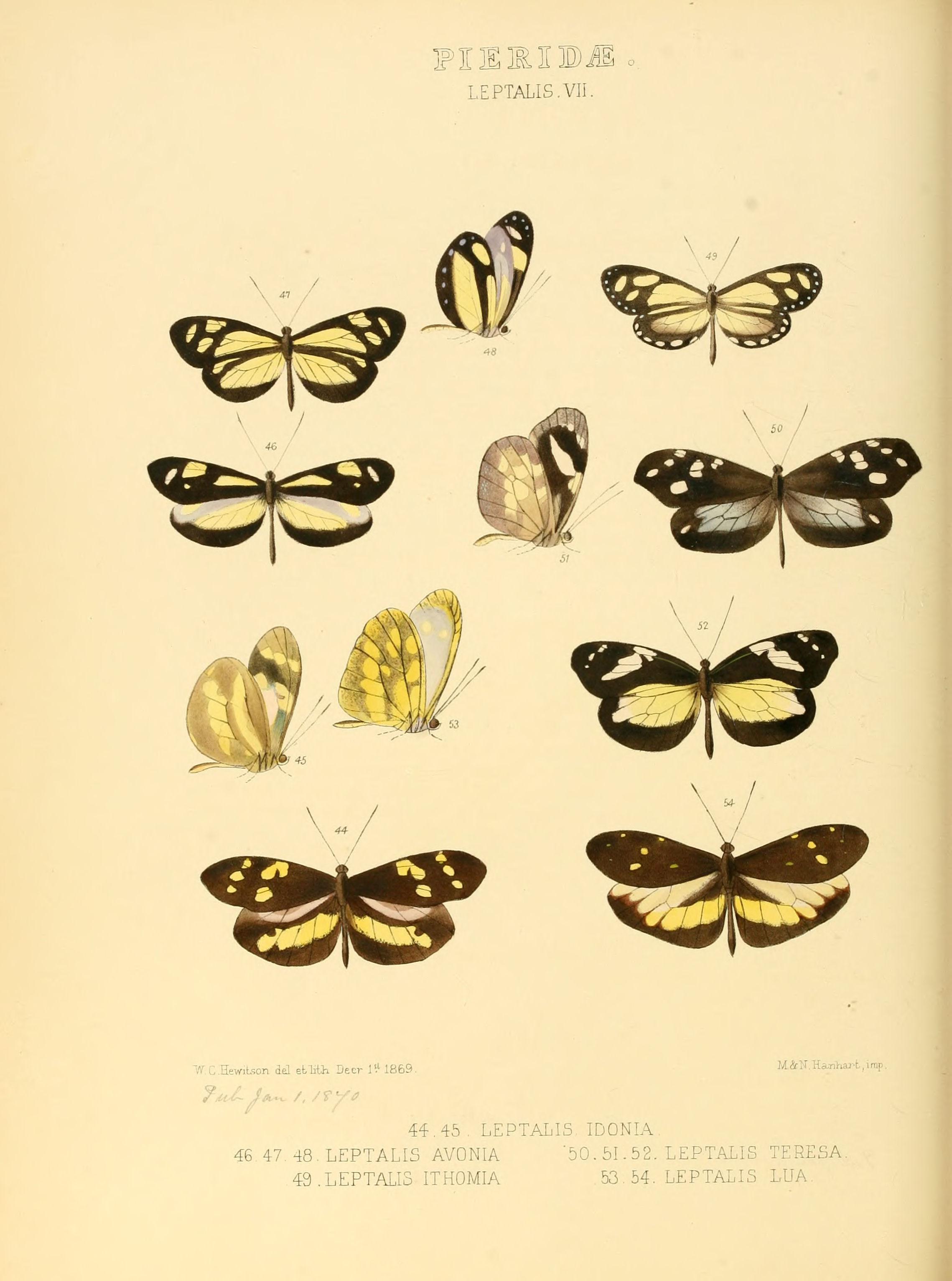